# Радикална левица
Радикалната левица (на датски: Radikale Venstre) е центристка социаллиберална политическа партия в Дания.
Тя е основана през 1905 година, когато се отделя от водещата либерална партия, Левицата. Една от малките партии в центъра, Радикалната левица многократно участва в коалиционни правителства, най-често доминирани от Социалдемократите. На изборите през 2011 година партията получава един от най-добрите си резултати и става втората по значение партия в лявоцентристкото коалиционно правителство на Хеле Торнинг-Шмит. През 2015 година получава 5% от гласовете и 8 места в парламента.
1. ↑  www.ft.dk